# Merkit
I Merkit (in mongolo: Мэргид, Mėrgid, cacciatori; in russo Меркиты, Merkity), anche Merged o Mergid erano un'antica etnia di mongoli o turchi che nel medioevo abita la Siberia sud-orientale. Dopo due decenni di strenue lotte furono sconfitti e incorporati nella nazione costituita da Temujin agli inizi del XIII secolo, scomparendo come gruppo separato di etnia.

## Conflitti con Gengis Khan
Hoelun, la madre di Temujin, originaria della tribù degli olhonuud (Олхонууд), aveva sposato Chiledu, un guerriero merkit, attorno al 1160 ma venne rapita dal padre di Gengis Khan, Yesugei durante una scorreria. In seguito viceversa la nuova moglie di Temujin, Börte, venne rapita circa nel 1184 e donata come bottino al nobile Cilger Boke fratello del condottiero dei merkit, ma entro l'anno Temujin riuscì a riprendersela. Djuci nacque in questo periodo e non si riuscì mai a capire se fosse il figlio di Temujin o di Cilger Boke. Il futuro Khan accettò l'incidente e confermò la paternità di Djuci ma la questione tra Temujin ed i merkit restò. Per 20 anni si fronteggiarono in numerosi scontri ed al più tardi attorno al 1206 tutti i merkit erano dispersi o assimilati permanentemente nel popolo di Gengis Khan.